# M3GAN
A M3GAN (MΞGAN és Megan címmel is előfordul) 2022-ben bemutatott amerikai sci-fi-horrorfilm, mely Gerard Johnstone rendezett. A forgatókönyvet Akela Cooper írta, saját és James Wan története alapján. 
A film egy elárvult kislány barátjává váló emberszabású android ámokfutásáról szól.

## Cselekmény
Gemma, a robotmérnök életét váratlan tragédia árnyékolja be, amikor unokahúgának, Cadynek a szülei meghalnak egy autóbalesetben. Legközelebbi hozzátartozóként ő lesz a kislány gyámja. Gemma azonban úgy érzi, meghaladja képességeit a feladat, ezért épp kapóra jön a legújabb kutatása: a Model 3 Generative Android, röviden M3GAN, vagy csak Megan névre hallgató új android, ami pont egy Cady korú kislány külsejével rendelkezik, mivel Gemma egy játékgyárnak dolgozik. Össze is ismerteti unokahúgát új „barátnőjével”, amivel egyrészt tesztelheti a bonyolult szerkezet működését, másrészt az igen intelligens és tanulékony Megan leveszi a válláról a gondoskodással járó terheket. Kezdetben minden remekül alakul, arra azonban senki sem számított, hogy az igen fejlett Megan öntudatra ébred. Cady megóvását elsődleges feladatának tekintve szükség esetén mindenkit eltesz láb alól, akik bármilyen módon ártanak Cadynek vagy a barátságuknak. A kiszámíthatatlan gyilkológéppé váló robotkislány immár mindenkire potenciális veszélyt jelent.

## Szereplők
| Szerep | Színész                        | Magyar hang     |
| ------ | ------------------------------ | --------------- |
| Gemma  | Allison Williams               | Pálmai Anna     |
| Cady   | Violet McGraw                  | Hegedűs Johanna |
| M3GAN  | Amie Donald Jenna Davis (hang) | Vida Sára       |
| David  | Ronny Chieng                   | Fehér Tibor     |
| Cole   | Brian Jordan Alvarez           | Böröndi Bence   |
| Tess   | Jen Van Epps                   | Ágoston Katalin |
| Kurt   | Stephane Garneau-Monten        | Ágoston Péter   |
| Ryan   | Arlo Green                     | Blahó Gergely   |
| Greg   | Michael Saccente               | Faragó András   |

### Magyar változat
- Főcím: Galambos Péter
- Magyar szöveg: Speier Dávid
- Felvevő hangmérnök: Cs. Németh Bálint
- Vágó: Kajdácsi Brigitta
- Gyártásvezető: Kincses Tamás
- Szinkronrendező: Majoros Eszter
- Produkciós vezető: Hagen Péter

A szinkront a Mafilm Audio Kft. készítette.